# Beatriz Cienfuegos
Beatriz Cienfuegos (El Puerto de Santa Maria, Cadis, 18 de febrer de 1714 - Cadis, 1786), possible pseudònim de Beatriz Manrique de Lara, editora del setmanari La Pensadora Gaditana, és considerada una pionera del periodisme espanyol.

## Trajectòria
En el context il·lustrat del xviii i com a reacció a El Pensador, de Clavijo y Fajardo, que s'editava a Madrid des de 1752, el 1763 Beatriz Cienfuegos va crear La Pensadora Gaditana, considerada una de les primeres publicacions periòdiques editades i escrites per una dona. Amb La Pensadora, Cienfuegos publicava les seves idees en forma de pensaments, representant un nou ideal de dona que “pensa amb reflexió, amonesta amb maduresa i critica amb acudit”.
La Pensadora Gaditana es va editar setmanalment entre juliol de 1763 i juliol de 1764. El 12 de juliol de 1763 va sortir el primer número d'un total de 53 edicions de 24 pàgines. Era un periòdic crític sobre els costums masculins i femenins i altres temes d'interès de l'època. Es pressuposa que va ser una de les primeres aportacions femenines a la història del periodisme espanyol.
Cienfuegos, molt atrevida per a una societat poc preparada per acollir la seva reivindicativa percepció de la dona, es va guanyar aviat els dubtes dels representants de la ciutat, que van arribar a declarar que per la gaditana escrivia un eclesiàstic, Juan Francico de Postigo, pel seu to moralitzador. Segons la catedràtica de Filosofia Cinta Canterla, Beatriz Cienfuegos és el pseudònim de Beatriz Manrique de Lara Alberro. Sigui com sigui, va saber aprofitar la reorganització de Carles III d'Espanya sobre taxacions, preus de publicacions i inquisició per afavorir el món de l'editorial.
Malgrat els obstacles que presentava l'època, Cienfuegos / Manrique de Lara no seria l'única dona destacada en les publicacions periòdiques del segle xviii. Una nova crida al feminisme va ressorgir el 1777 amb La Pensatriz de Salamanca, a la qual alguns consideren la reencarnació de la Pensadora per recuperar, catorze anys després, el seu to atrevit i les seves reivindicacions.Tant La Pensadora com La Pensatriz es troben entre els fons de la Biblioteca Nacional d'Espanya.

## Reconeixement i memòria
Un carrer de la població gaditana de Chiclana de la Frontera porta el seu nom.
L'Associació de la Premsa de Cadis, amb la col·laboració del Col·legi Professional de Periodistes d'Andalusia, ha creat al 2020 els Premis Beatriz Cienfuegos amb la finalitat de reconèixer bones pràctiques en igualtat als mitjans de comunicació.